# Michael Jai White
Michael Jai White (Brooklyn (New York), 10 november 1967) is een Amerikaans acteur en vechtkunstbeoefenaar. Hij speelde de rol van superheld Al Simmons in de film Spawn (1997). 

## Biografie
White begon op vierjarige leeftijd met het beoefenen van vechtkunsten, met jiujitsu. Vervolgens beoefende hij shotokan-karate en ging later verder naar andere stijlen. White heeft zwarte banden behaald in shotokan, kyokushin, goju-ryu, taekwondo, Tang Soo Do, kobudo en Wushu. White was een leraar in het speciaal onderwijs en gaf drie jaar lang les aan leerlingen met gedragsproblemen.
White begon zijn acteercarrière in 1989. Hij had zijn eerste grote rol in de televisiefilm Tyson in 1995, als bokser Mike Tyson. In 1997 vertolkte hij het gelijknamige personage in de film Spawn, waarmee hij de eerste Afro-Amerikaan was die een grote superheld in een film speelde. Hij speelde naast mede-vechtkunstenaars Jean-Claude Van Damme in Universal Soldier: The Return (1999) en  Steven Seagal in Exit Wounds (2001). White verscheen in Kill Bill: Volume 2, hoewel zijn rol uit de theatrale release werd geknipt. Hij speelde ook in Undisputed II: Last Man Standing naast Scott Adkins.
In 2008 speelde White de rol van maffiabaas Gambol in The Dark Knight. Verder speelde hij onder meer in de actiefilms Blood and Bone (2009) en Black Dynamite (2009). White heeft ook Jax Briggs geportretteerd in Mortal Kombat: Legacy.

## Filmografie
- The Toxic Avenger Part II (1989)
- The Toxic Avenger Part III: The Last Temptation of Toxie (1989)
- Teenage Mutant Ninja Turtles II: The Secret of the Ooze (1991)
- Universal Soldier (1992)
- Martin (1994)
- Tyson (1995) (TV)
- Ballistic (1995)
- Captive Heart: The James Mink Story (1996) (TV)
- Spawn (1997)
- Ringmaster (1998)
- Mutiny (1999)
- City of Industry (1998)
- Thick as Thieves (1998)
- Universal Soldier: The Return (1999)
- Freedom Song (2000) (TV)
- Exit Wounds (2001)
- Trois 2: Pandora's Box (2002)
- Silver Hawk (2004)
- Kill Bill Vol. 2 (2004)
- Undisputed II: Last Man Standing (2006)
- Why Did I Get Married (2007)
- The Dark Knight (2008)
- Black Dynamite (2009)
- Blood and Bone (2009)
- Why Did I Get Married Too? (2010)
- Mortal Kombat: Rebirth (2010)
- Mortal Kombat: Legacy (2011)
- Never Back Down 2: The Beatdown (2011)
- Tactical Force (2011)
- We the Party (2012)
- Freaky Deaky (2012)
- The Philly Kid (2012)
- Fedz (2013)
- Android Cop (2014)
- Falcon Rising (2014)
- Skin Trade (2014)
- Chocolate City (2015)
- The Asian Connection (2016)
- Never Back Down: No Surrender (2016)
- Vigilante Diaries (2016)
- S.W.A.T.: Undersiege (2017)
- Dragged Across Concrete (2018)